# Liste der Naturdenkmale in Ruppertsecken
Die Liste der Naturdenkmale in Ruppertsecken nennt die im Gemeindegebiet von Ruppertsecken ausgewiesenen Naturdenkmale (Stand 28. März 2024).

## Naturdenkmale
| Nr.         | Bezeichnung | Lage                        | Beschreibung                                                | Bild                                    |
| ----------- | ----------- | --------------------------- | ----------------------------------------------------------- | --------------------------------------- |
| ND-7333-142 | Frauenstein | Frauenstein, bei Nr. 7 Lage | Rhyolithfelsen mit Trockenrasen; flächenhaftes Naturdenkmal | Direkt Bild zu diesem Denkmal hochladen |